# Scintilla
Scintilla – wieloplatformowy komponent o otwartym kodzie źródłowym służący do budowy edytorów tekstu.

## Możliwości
Oprócz typowych funkcji, które można znaleźć w większości komponentów wykorzystywanych do tworzenia edytorów tekstów, Scintilla zawiera funkcje szczególnie użyteczne podczas edytowania i debugowania kodu źródłowego. Są nimi m.in. kolorowanie składni, indykator błędów, autouzupełnianie kodu oraz wskazówki dotyczące wywołań. Scintilla umożliwia również używanie wielu proporcjonalnych czcionek, pogrubień i kursyw oraz kolorów zarówno pierwszo- jak i drugoplanowych w dużych ilościach.

## Oprogramowanie oparte na Scintilli
- Code::Blocks
- CodeLite
- Notepad++
- SciTE